# Danila Kozlov
Danila Sergeevič Kozlov (in russo Дани́ла Серге́евич Козло́в?; San Pietroburgo, 19 gennaio 2005) è un calciatore russo, centrocampista del Krasnodar.

## Caratteristiche tecniche
È un centrocampista centrale.

## Carriera

### Club
Cresciuto nel settore giovanile dello Zenit San Pietroburgo, riesce a debuttare in prima squadra nel 2023. Con i campioni di Russia colleziona solo due presenze. Nel 2024 viene ceduto al Baltika.

### Nazionale
Vanta 21 presenze con le rappresentative giovanili russe.

## Palmarès
- Campionato russo: 1

Zenit San Pietroburgo: 2022-2023
Krasnodar: 2024-2025
- Supercoppa di Russia: 1

Zenit San Pietroburgo: 2023